# Pierre d'Alcantara-Charles-Marie d'Arenberg
Pour les autres membres de la famille, voir Maison d'Arenberg.
Pierre d'Alcantara-Charles-Marie d'Arenberg (2 octobre 1790 - Paris † 27 septembre 1877 - Bruxelles), prince d'Arenberg, 1er duc (français) d'Arenberg, est un aristocrate, militaire et homme politique français, d'origine allemande des XVIIIe et XIXe siècles.

## Biographie
Pierre d'Alcantara-Charles-Marie d'Arenberg est le quatrième fils de Louis-Engelbert (1750-1820), 6e duc d'Arenberg, comte de La Marck, et le frère du duc Louis-Prosper, qui fit au service de Napoléon les campagnes de Prusse (1806) et d'Espagne, et devint ensuite membre héréditaire du collège des princes à la diète principale de la Westphalie prussienne, puis membre de la première chambre du royaume de Hanovre.
Pierre d'Alcantara, prince d'Arenberg entre au service de la France : il se distingue pendant les campagnes d'Espagne et suivit l'empereur Napoléon Ier en Russie (1812) en qualité d'officier d'ordonnance avec le grade de lieutenant.
Reçu membre de la Légion d'honneur le 29 décembre 1812, le prince d'Alcantara est également chevalier de l'Empire.
Après la chute de l'Empire, il se rallie à la Restauration française et est créé duc et pair de France par Charles X (ordonnance du 5 novembre 1827). Avant de prendre séance, il reçoit du roi des lettres de grande naturalisation (28 février 1828).
« Sa nomination, dit un biographe du temps, a excité quelques murmures. On a pensé généralement que beaucoup de Français avaient plus de droits à un tel honneur qu'un étranger peu connu ».
Auteur de la branche des ducs français d'Arenberg, il a quatre enfants de son mariage avec Alix de Talleyrand-Périgord, et une fille d'une relation hors mariage avec Charlette Bonnard.[réf. nécessaire]

### Titres
- Prince de la maison d'Arenberg ;
- Chevalier de l'Empire ;
- 1er duc (français) d'Arenberg (1827) ;
- Pair de France héréditaire (sans majorat de pairie, 5 novembre 1827).

### Décorations
- Membre de la Légion d'honneur (29 décembre 1812)[1] ;

### Armoiries
| Figure | Blasonnement                                                                           |
|        | Armes du duc d'Arenberg De gueules à trois fleurs de néflier d'or boutonnées du champ. |

### Mariages et descendance

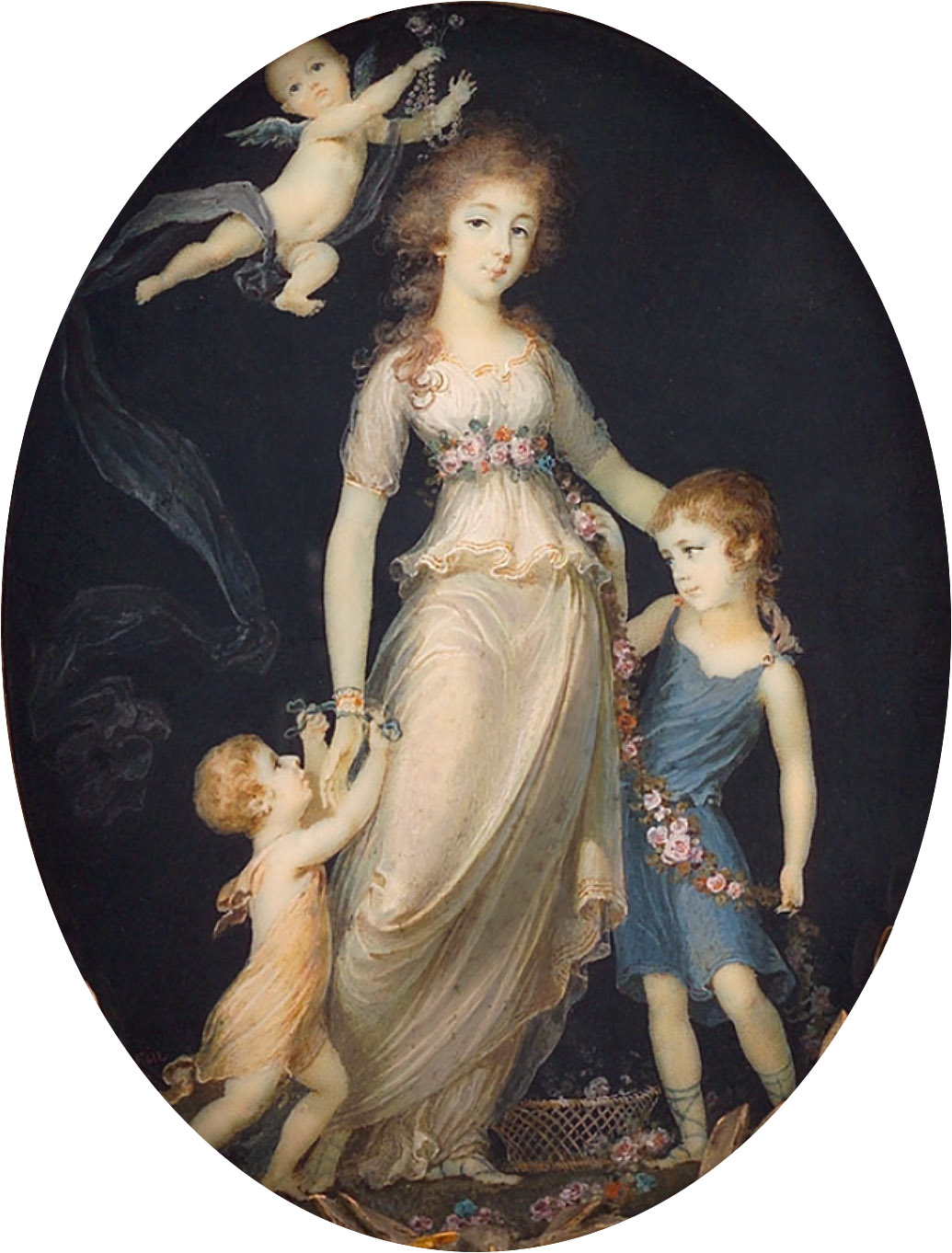
Les enfants du duc Louis-Engelbert d'Arenberg et de Pauline-Louise de Brancas (1755 † 1812) : Pierre d'Alcantara (1790-1877), 1er duc français d'Arenberg, Pauline (1774-1820), Prosper-Louis (1785-1861), 7e duc d'Arenberg. Miniature de 1791.

Il épouse, en premières noces, à Paris le 27 janvier 1829, Alix Marie Charlotte de Talleyrand-Périgord (4 novembre 1808 - Paris † 21 septembre 1842 - Paris), fille d'Augustin Marie Élie Charles de Talleyrand, duc de Périgord, prince de Chalais, grand d'Espagne de première classe, et de Marie Nicolette de Choiseul-Praslin.
Le couple a quatre enfants :
1. Marie Nicolette Augustine, princesse d'Arenberg (15 novembre 1830 - Maffliers † 11 juin 1905 - Westerloo), mariée, le 8 octobre 1849, avec Charles Antoine Ghislain de Mérode-Westerloo (nl) (1er août 1824 - Everberg † 6 avril 1892 - Bruxelles), comte de Mérode, 4e prince de Grimbergen, 7e prince de Rubempré, marquis de Westerloo, grand d'Espagne de première classe, Ministre d'État, président du Sénat de Belgique, dont postérité ;
2. Ernest Marie Pierre d'Alcantara, prince d'Arenberg (23 juillet 1833 † 15 mars 1837) ;
3. Louis Charles Marie, prince d'Arenberg (15 septembre 1837 - Paris † assassiné le 7 mai 1870 - Saint-Pétersbourg) ;
4. Auguste Louis Albéric, prince d'Arenberg, 2e Duc (français) d'Arenberg (15 septembre 1837 - Paris † 24 janvier 1924), jumeau du précédent,,, président de la Compagnie de Suez (1896-1913), marié, le 18 juin 1868 à Paris, avec Jeanne Greffulhe (20 mars 1850 - Paris † 24 mars 1891 - Paris), fille de Charles, 2e comte Greffulhe, banquier, pair de France, et de Félicité de La Rochefoucauld Estissac. Dont : 
  1. Alix Jeanne Marie (dite « Lily »)) d'Arenberg (15 avril 1869 - Paris † 7 décembre 1924 - Paris), mariée, le 2 juin 1888, avec Pierre Adolphe , marquis de Laguiche, polytechnicien (X 1879), officier d'artillerie, général de division, commandeur de la Légion d'honneur(15 juin 1859 - Paris †  - 12 mars 1940 Chaumont), dont postérité ;
  2. Charles Louis Pierre d'Arenberg (14 août 1871 - Menetou-Salon  ✝ 3 août 1919 - Paris VIIIe), marié avec Emma Antoinette Hélène Louise de Gramont de Lesparre (3 octobre 1883 - Baillon ✝ 1er octobre 1958 - Hay-les-Roses), fille d'Armand de Gramont, duc de Lesparre, et d'Hélène Duchesne de Gillevoisin de Conegliano. Dont :
    1. Charles-Auguste Armand d'Arenberg (27 mai 1905 - Paris † 11 juin 1967 - Paris), 3e duc (français) d'Arenberg, chevalier de la Légion d'honneur[3], marié, le 29 décembre 1960 à Paris, Margaret (Peggy) Wright Bedford (18 octobre 1932 - New York † 16 octobre 1977 - Saclay (Essonne)), dont :
      1. Pierre-Frédérick Henri d'Arenberg (né le 7 octobre 1961 - Berne), 4e duc (français) d'Arenberg, mariée en 1995 (Philippines), avec Marie Christine Kraffe de Laubarède dont il eut une fille. Divorcé, il épousa, le 11 octobre 1997 à Bourges, Silvia de Castellane (née le 13 juin 1963 - Neuilly), dont il eut deux autres filles :
        1. Aliénor ;
        2. Lydia Athenaïs Margaret (née le 26 octobre 1998 - Genève) ;
        3. Dorothée-Anastasja Elise (née le 27 juillet 2000 - Saanen) ;

    2. Armand Louis Hélie d'Arenberg (14 avril 1906 - Paris † 26 janvier 1985 - Paris), chevalier de l'ordre souverain de Malte, marié, le 9 août 1941 à Paris, avec Gabrielle de Lambertye (Biarritz, 8 septembre 1920 - Paris 7e, 1er août 2022), fille de Charles de Lambertye, marquis de Gerbevilliers, dont :
      1. Marie-Virtudes Loraine (Mirabelle) d'Arenberg (née le 9 juin 1947 - Paris), mariée, le 21 avril 1967 à Paris (divorcés le 27 juin 1983), avec Louis-Jean Loppin (11 octobre 1943 - Paris † 1996), comte de Montmort, dont postérité, puis, le 14 octobre 1983 à Neuilly-sur-Seine, avec Georges Hervet (né le 5 juin 1924 - Bourges † 18 janvier 2016 Paris 7e ), dont postérité ;
      2. Charles-Louis d'Arenberg (né le 20 février 1949 - Neuilly). D'une première relation, il eut un fils. Marié, le 25 octobre 1975 à Saint-Cirq-Lapopie (Lot), avec Philomène Toulouse (née le 9 janvier 1939 - Saint-Cirq-Lapopie), il eut une fille. Divorcé, il épousa, en 2005, Diane d'Harcourt (née en 1954). Postérité :
        1. Alban Severin ;
        2. Marie Gabrielle Charlotte (née le 2 août 1977 - Paris) ;

    3. Jeanne Hélène d'Arenberg  (3 août 1909 - Paris † 13 août 1964 - Larmor-Baden, Morbihan), marié, le 10 juillet 1933, avec Jean-Louis, marquis de Cossé-Brissac (1898 † 1936) ;

  3. Louise Marie Charlotte d'Arenberg (23 novembre 1872 - Menetou-Salon † 24 octobre 1958 - Paris), mariée, le 3 août 1892, avec Louis,marquis de Vogüé (1868-1948), dont postérité ;
  4. Ernest Hélie Charles Marie d'Arenberg (3 mars 1886 - Paris † 21 mai 1915 - Château de Combreux), marié, le 1er juin 1908, avec Thérèse de La Rochefoucauld, fille d'Alexandre Jules Paul Philippe François de La Rochefoucauld (1854 † 1930), 3e duc d'Estissac.

En 1835, il a entretenu une relation hors mariage avec Charlette Bonnard (2 novembre 1814 - Alligny-en-Morvan † 30 novembre 1895 - Alligny-en-Morvan), dont est issue une fille : Louise Pierrette Bonnard (6 juillet 1836 - Alligny-en-Morvan † 22 novembre 1901 - Alligny-en-Morvan), dont postérité.[réf. nécessaire]
Devenu veuf, il convole en secondes noces, le 19 juin 1860 à Vienne (Autriche), avec Caroline Léopoldine Jeanne, princesse de Kaunitz-Rietberg-Questenberg (27 mai 1801 - Vienne (Autriche) † 18 juin 1875 - Goritz), dame de l'ordre de la Croix étoilée et dame du palais de l'Impératrice d'Autriche, veuve d'Antoine Gundaccar, comte de Starhemberg.